# Бернар де Жюссьє

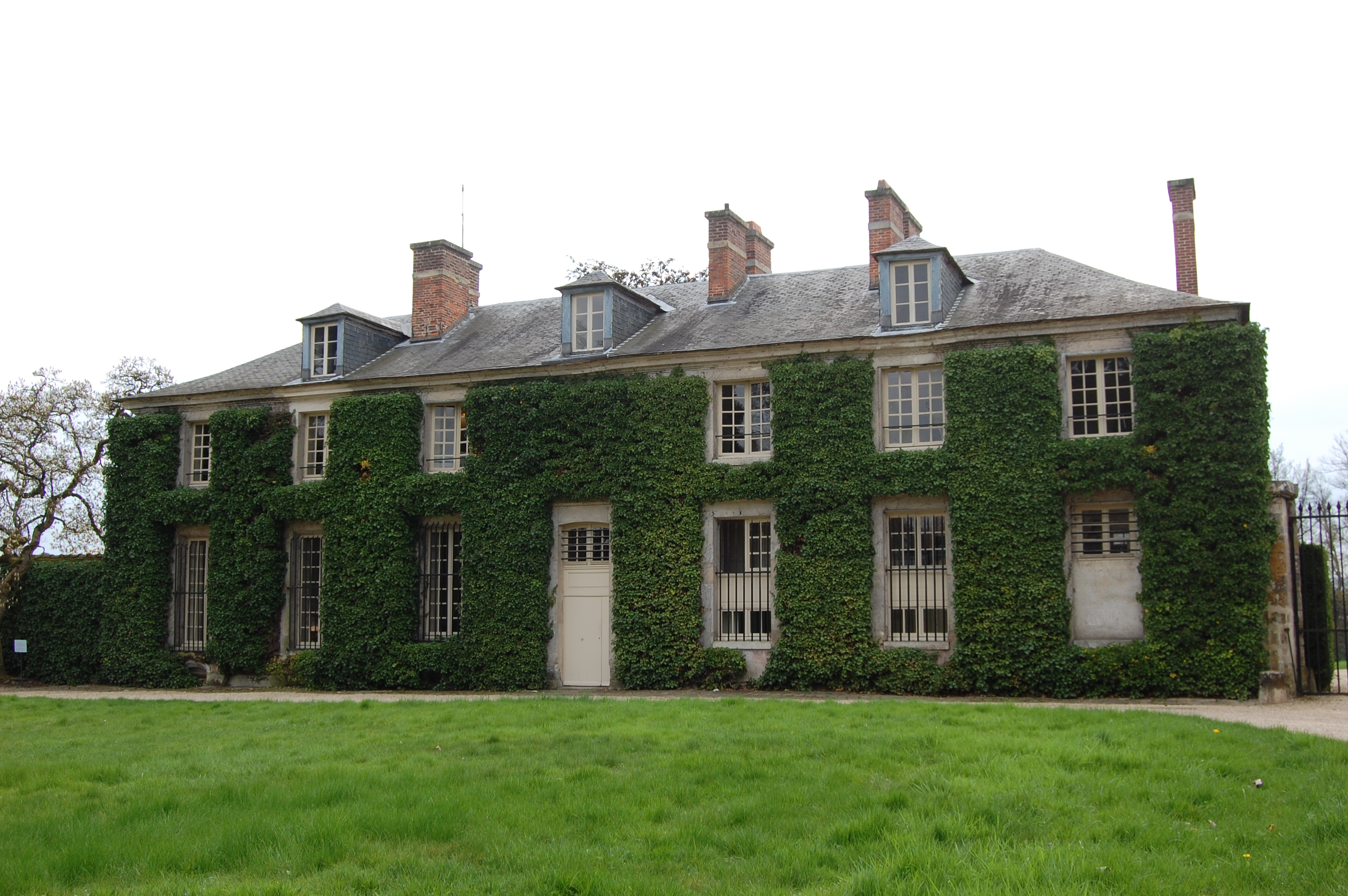
Будинок Жюссьє у Тріаноні, зараз Дослідницький центр Версальського палацу

Берна́р де Жюссьє́ (фр. Bernard de Jussieu, 17 серпня 1699, Ліон, Франція, — 6 листопада 1777) — французький ботанік. Брат Антуана та Жозефа. Член Французької Академії наук (1725).

## Шлях в науці
У 1716 році після закінчення училища приїхав до Парижа для продовження вивчення курсу наук. У цей же час його брат Антуан був направлений директором ботанічного саду Фагоном у наукову експедицію в Іспанію і Португалію. Антуан взяв у цю поїздку Бернара з собою. Ця подорож затвердила в ньому колишнє бажання присвятити себе вивченню ботаніки. Після повернення з експедиції він навчався медицині в Університеті Монпельє і в 1720 році витримав іспит на ступінь доктора. Але надмірна чутливість змусила його відмовитися від практики внаслідок чого він на запрошення брата в 1722 році повернувся у Париж. Тут вже постарілий Себастьєн Вайян запропонував йому місце демонстратора та викладача ботаніки у ботанічному саду Парижа.
У 1725 році він видав нову редакцію незакінченої праці Турнефора "«Histoire des plantes qui naissent aux environs de Paris» (2 томb), був обраний членом Академії наук та набув європейської популярності. Незважаючи на це Бернар все життя залишався на скромній посаді, яку займав після смерті Вайяна.
Засновник першої природної системи рослин, яку, втім, письмово не виклав. За цією системою у 1759 році були розташовані живі рослини у садах Малого Тріанона у Версалі, де йому доручено було Людовіком XIV влаштувати ботанічний сад та куди звідусіль з'їжджалися відвідувачі послухати його усні розповіді. Жюссьє групував рослини за природними властивостями. Цей порядок був описаний пізніше його племінником Антуаном Лораном де Жюссьє.
Карл Лінней теж відвідав Жюссьє і відгукувався про нього та його систему із захопленням. На його честь він назвав рід рослин родини Бурачникові — Жюссьєна (Jussiena).
У 1727 він став членом Лондонського королівського товариства. Бернар де Жюссьє був обраний іноземним членом Шведської королівської академії наук в 1749 році.
Як другорядний персонаж він описаний в історичному романі Александра Дюма (батька) «Жозеф Бальзамо».